# Den hårdaste jäveln
Den hårdaste jäveln är Skitargs andra album som släpptes år 2011.
I december 2011 släpptes den omtalande musikvideon till låten Bruna Skatter.

## Låtlista
| Nr  | Titel                         | Längd |
| --- | ----------------------------- | ----- |
| 1.  | Intro                         |       |
| 2.  | Den hårdaste jäveln           |       |
| 3.  | Ner på knä                    |       |
| 4.  | De kolsvarta ögonen           |       |
| 5.  | Säg mig, jag vill inte veta   |       |
| 6.  | Bussfärd till helvetet        |       |
| 7.  | Sportabort                    |       |
| 8.  | De Lever!                     |       |
| 9.  | Upprörd                       |       |
| 10. | Bruna skatter                 |       |
| 11. | Underbett                     |       |
| 12. | Reichübersturmführer dörrvakt |       |
| 13. | Jag gillar att smyga mig på   |       |
| 14. | Protein & var                 |       |
| 15. | Cirkus skitarg                |       |
| 16. | Baklänges bugg                |       |
| 17. | Steka barn                    |       |
| 18. | Antikristet underliv          |       |
| 19. | Hundägarslak                  |       |